# Cavall blanc d'Uffington
El Cavall blanc d'Uffington és una figura de turó prehistòrica altament estilitzada, d'uns 110 m de longitud, formada per trinxeres profundes plenes de creta blanca compactada. La figura es troba en els vessants superiors de White Horse Hill, a la parròquia civil anglesa d'Uffington (al comtat cerimonial d'Oxfordshire i l'històric comtat de Berkshire), a uns 8 km al sud de la ciutat de Faringdon, i una distància similar a l'oest de la ciutat de Wantage; o uns 2,5 km al sud de Uffington. El turó forma una part de l'escarpa del Berkshire Downs i domina la Vale of White Horse al nord. Les millors vistes de la figura s'obtenen des de l'aire, o directament a través de la Vale, particularment al voltant dels pobles de Gran Coxwell, Longcot i Fernham. El lloc és propietat i esta gestionat pel National Trust, i és un Monument Antic Planificat. The Guardian va declarar el 2003 que «durant més de 3,000 anys, el cavall blanc de Uffington ha estat guardat curosament com una obra mestra de l'art minimalista.» El Cavall d'Uffington és, amb diferència, la més antiga de les figures de cavalls blancs a la Gran Bretanya, i compta amb un disseny totalment diferent dels altres que ha inspirat.

## Origen
Es creu que la figura es pot datar sobre la prehistòria més tardana de l'edat de ferro (800 aC -100 aC) o l'edat de bronze tardana (1000–700 aC). Aquesta visió va ser generalment mantinguda pels investigadors abans de la dècada dels anys 1990, per la similitud del disseny del cavall amb figures comparables de l'art Celta i va ser confirmada arran d'una excavació de 1990 dirigida per Simon Palmer i David Miles de la Unitat Arqueològica d'Oxford: els dipòsits de sorra fina eliminats del «bec» del cavall van ser datats per luminescència estimulada òpticament a l'acabament de l'Edat de Bronze, entre 1380 i 550 aC. També van descobrir que la figura va ser tallada al turó fins a un metre de profunditat, en comptes de limitar-se a ratllar simplement la superfície de creta, cosa que en va permetre la datació.
S'han trobat monedes d'edat de ferro que porten una representació comparable al cavall blanc d'Uffington, donant suport a la datació. Darvill (1996) rebutja com a «folklore» el suggeriment que el cavall s'havia format a l'època anglosaxona, més particularment durant el regnat d'Alfred: no hi ha proves per recolzar-ho.
El llibre gal·lès medieval Llyfr Coch Hergest (Llibre vermell de Hergest) (1375–1425) afirma: «Gerllaw tref Abinton y mae mynydd ac eilun marxa arno un gwyn ydiw. Ni thyf dim arno.» Això es tradueix com «Prop de la ciutat d'Abinton hi ha una muntanya amb una figura d'un semental sobre ella i és blanca. No hi creix res.»

## Història
Fins a final del segle xix, el cavall es va netejar cada set anys, com a part d'una fira local que se celebrava al turó. Francis Wise va escriure el 1736: «La cerimònia de netejar el Cavall, des de temps immemorials, ha estat solemnitzada per un nombrós conjunt de persones de tots els pobles del voltant.»
Si s'aturés la neteja regular, la figura es tornaria fosca. Sempre es fa necessari un treball freqüent per tal que el cavall quedi visible. La neteja continuada l'organitza el National Trust: diàriament voluntaris equipats amb martells, galledes amb creta s'agenollen i estores per als genolls, trituren la creta fins obtenir una pasta i blanqueen la rasa tallada a la gespa.
Durant la Segona Guerra Mundial, la figura, fàcilment reconeixible des de l'aire, estava coberta amb torba i branques, de manera que els pilots de la Luftwaffe no poguessin utilitzar-la per a la navegació durant els bombardejos.
L'agost de 2002, la figura es va desfigurar amb l'addició d'un genet i tres gossos per part de membres de la Real Countryside Alliance (Real CA). L'acte va ser denunciat per la Countryside Alliance. Poc després, durant un parell de dies el maig de 2003 s'hi va col·locar a prop un polèmic anunci publicitari per la quarta sèrie del Big Brother al Canal 4. El març de 2012, com a part d'un truc publicitari d'una prèvia del Cheltenham Festival, una casa d'apostes fa afegir un gran jockey a la figura.

## Representació i significat
Durant molt de temps s'ha debatut si la figura de creta va ser ideada per representar un cavall o algun altre animal, com un gos o un lleó dents de sabre. Tanmateix, ha estat anomenat cavall des del segle xi com a mínim. Un cartulari de l'Abadia d'Abingdon, compilat entre 1072 i 1084, es refereix a mons albi equi a Uffington (llatí per a Turó de Cavall Blanc).

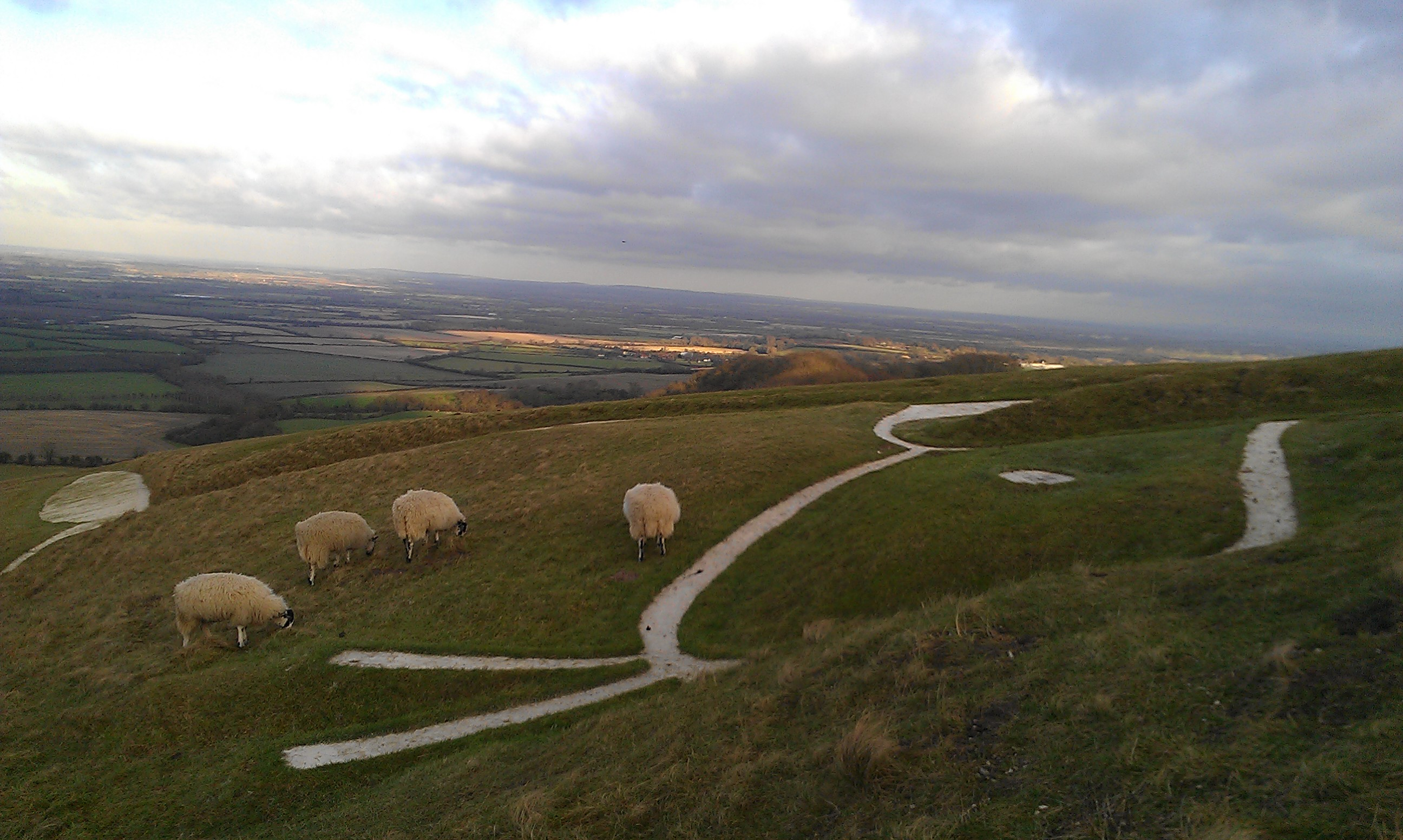
El cap del cavall, amb les ovelles que pasturen al seu voltant.

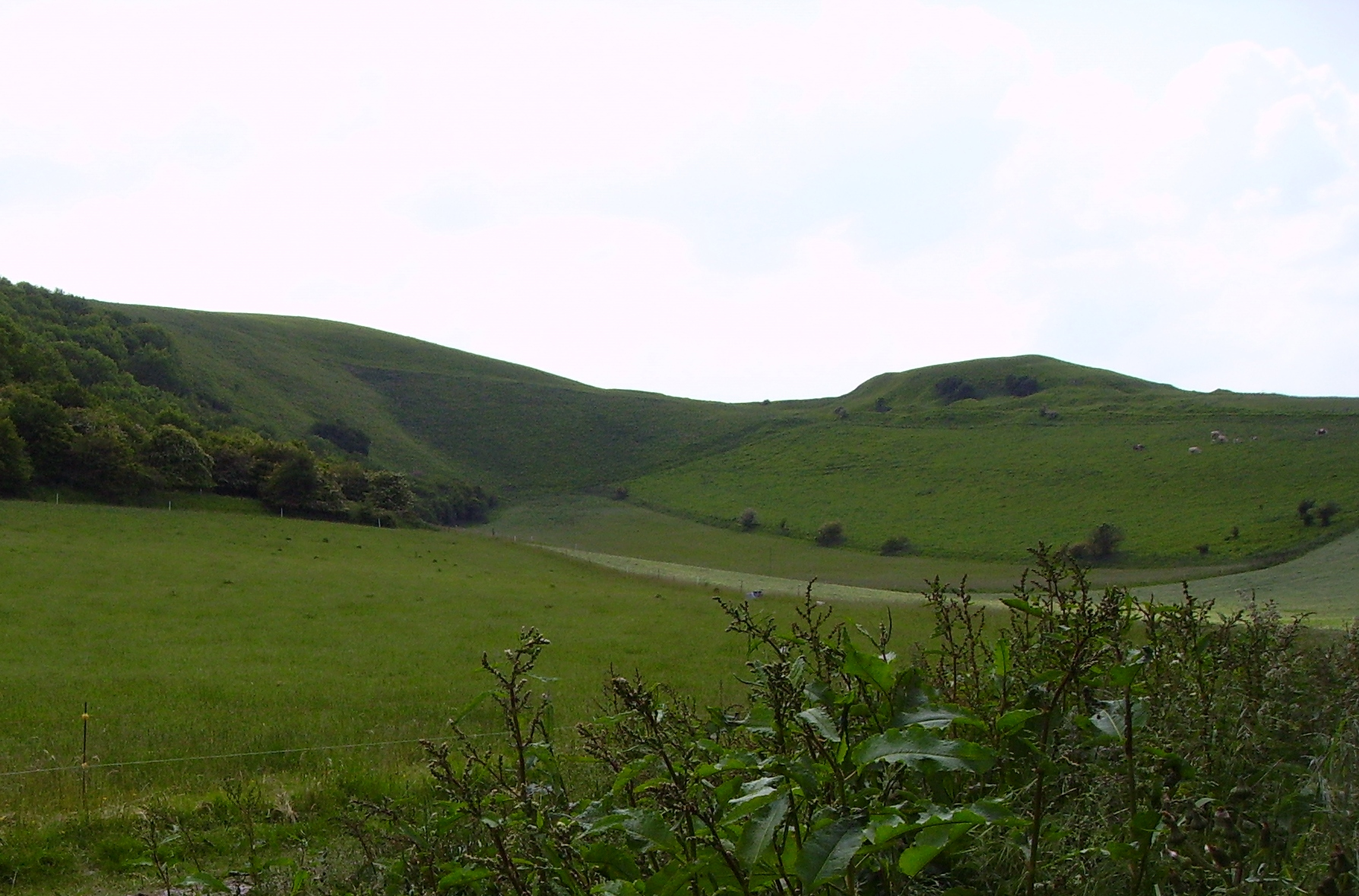
Turó de Cavall blanc i Turó de Drac (dreta)

Es considera que el cavall representaria un símbol tribal, potser connectat amb els constructors del Castell d'Uffington. És similar als cavalls representats en monedes celtes, monedes pre-romanes britàniques i al fossar de Marlborough (una fossa d'enterrament de l'Edat de Ferro trobada a Marlborough, Wiltshire).
Una altra teoria proposada per l'arqueòleg de la Universitat de Southampton, Joshua Pollard, assenyala l'alineació del cavall amb el sol, particularment a mitjan hivern, quan el sol sembla superar el cavall, per indicar que va ser creat com una representació d'un cavall solar, reflectint creences mitològiques que el sol es transportava pel cel en un cavall o en un carro.

## Atraccions prehistòriques properes

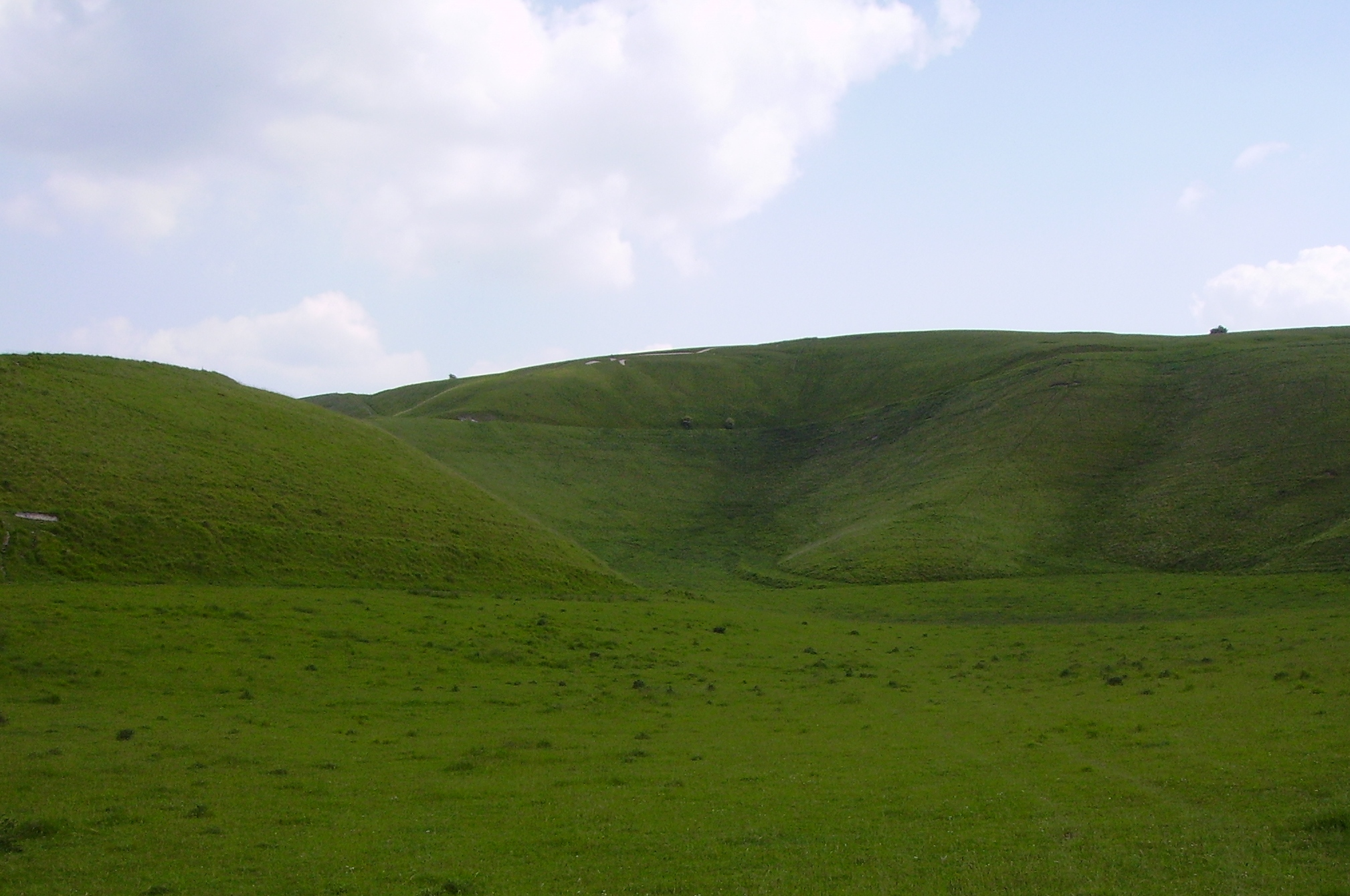
La vall, amb la silueta del Cavall Blanc al centre i el Turó de Drac (esquerra)

L'atractiu arqueològic proper més significatiu és el Castell d'Uffington, originat en l'Edat del Ferro, situat en un terreny més elevat al cim d'un monticle sobre el Cavall Blanc. Aquest castre comprèn una àrea d'aproximadament tres hectàrees, tancada per un únic banc ben conservat. El Turó del Drac és un turó de creta natural, amb una part superior esplanada artificialment, associada a la llegenda de St Jordi.

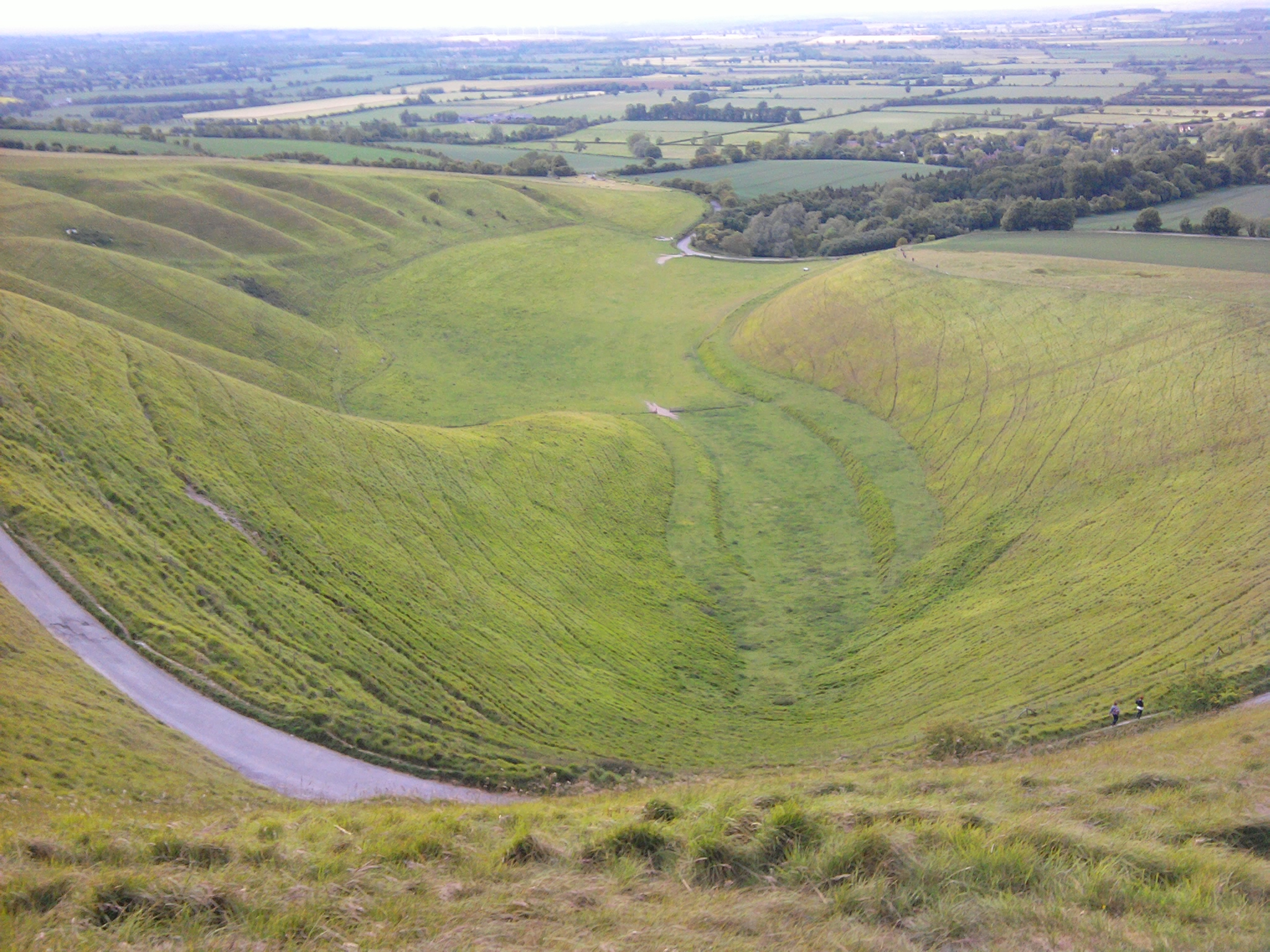
La vall vista des del Cavall Blanc

El turó de Whitehorse ha estat designat com a Lloc d'Interès Científic Especial (SSSI). És un SSSI geològic a causa dels seus sediments de Plistocè, i un SSSI biològic, ja que té una de les poques praderies mai llaurades al llarg de l'escarpa de creta a Oxfordshire.

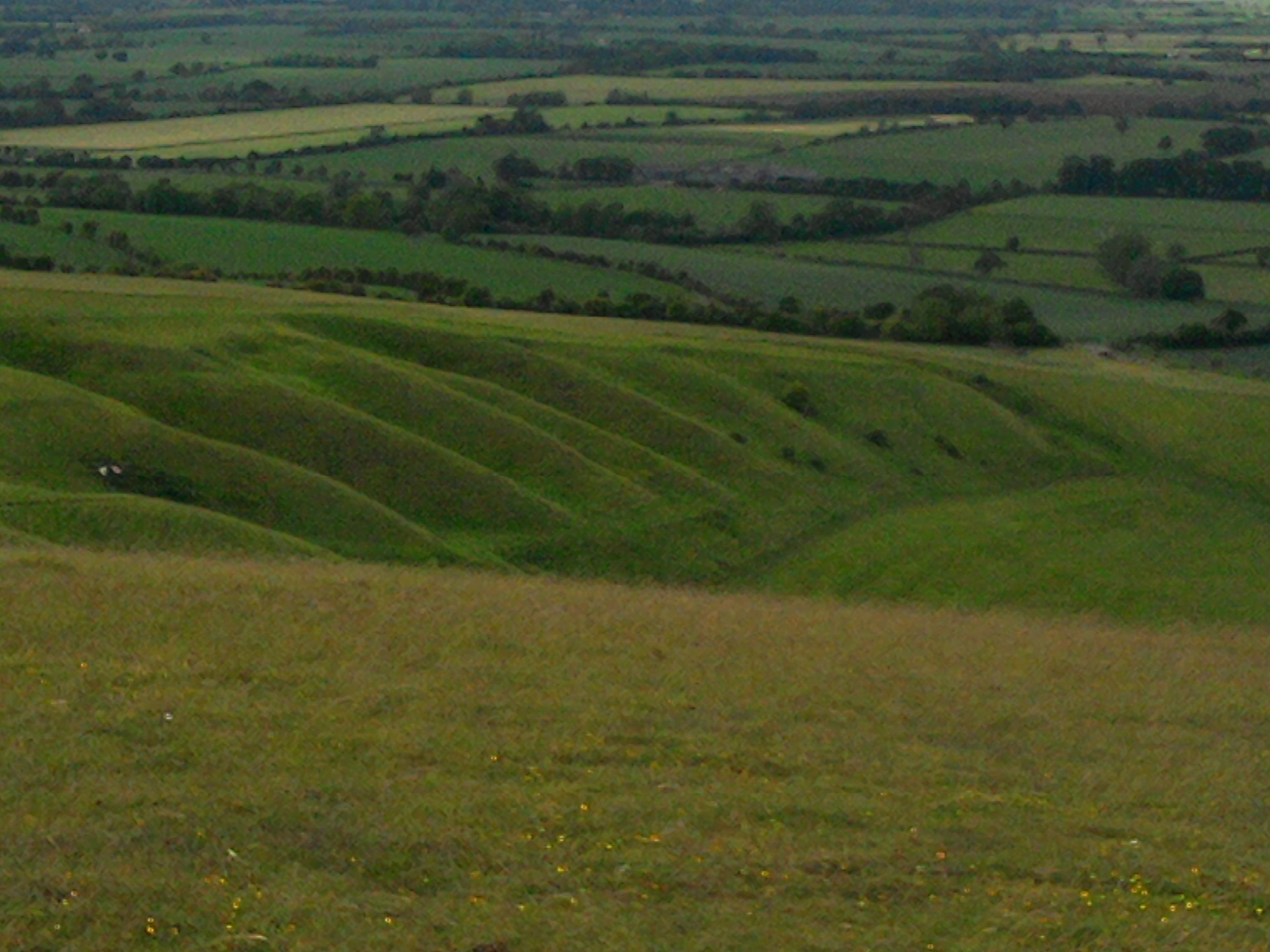
L'Esglaó del Gegant, vista des del Turó del Cavall Blanc

A l'oest hi ha terrasses excavades pel gel, conegudes com el Giant's Stair (escala del gegant). Alguns creuen que aquestes terrasses son fruit de l'agricultura medieval, o que a l'inici de l'agricultura es van aprofitar aquestes formacions naturals per al conreu. La vall seca escarpada sota el cavall és coneguda com el Pessebre i la llegenda diu que el cavall hi pastura a la nit.

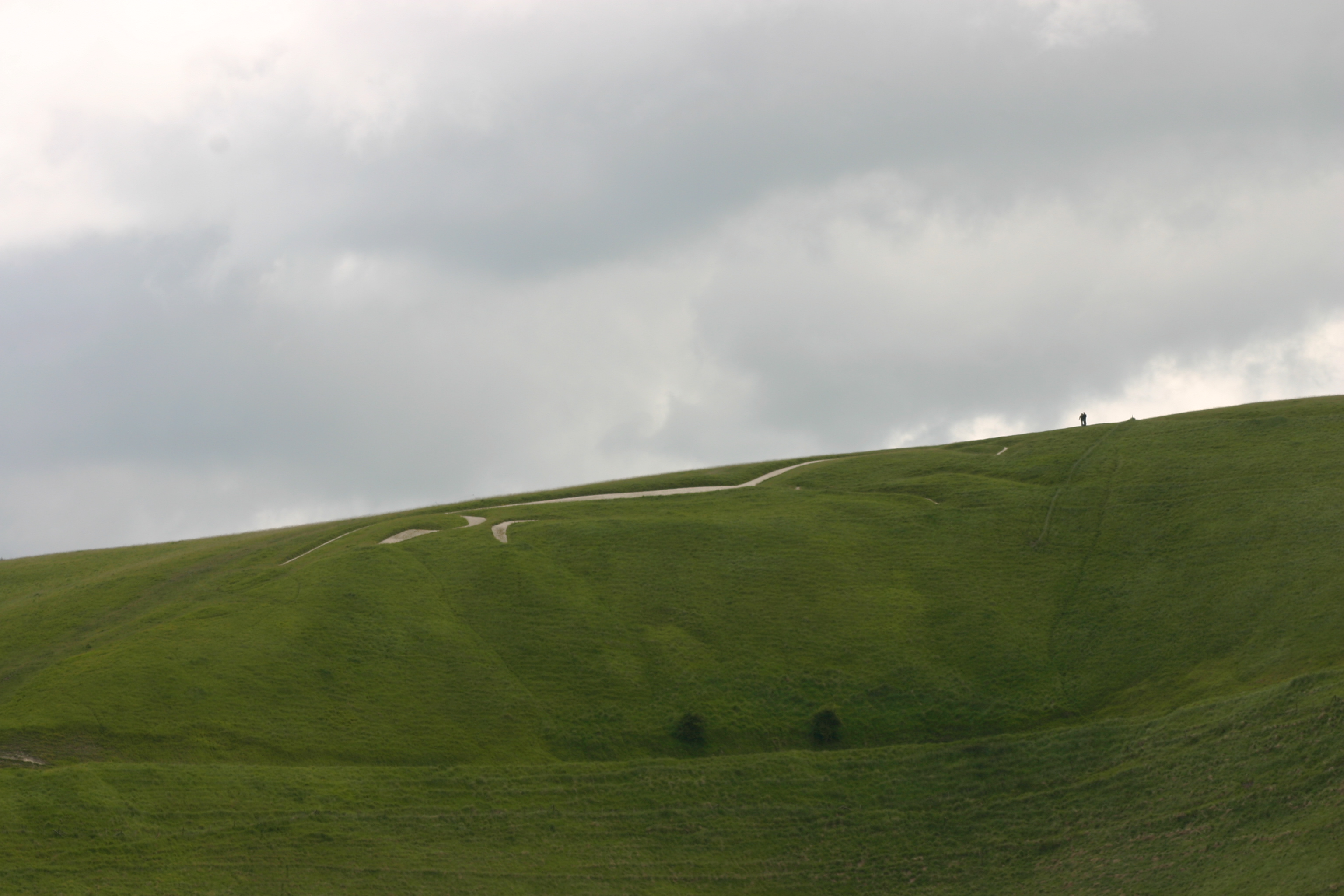
Vista de carretera de Turó del Drac

El Blowing Stone, es una pedra sarsen perforada, que es troba en un jardí a Kingston Lisle, a dos quilòmetres de distància, i produeix un to musical quan el vent hi bufa a través.
Wayland Smithy és un túmul allargat neolític i sepulcre de cambra a 2.4 km al sud-oest del Cavall. Es troba al costat de The Ridgeway, un antic camí que també passa al peu del Castell d'Uffington, i és seguit per la Ridgeway National Trail, un sender de llarg recorregut que va des d'Overton Hill, prop d'Avebury, fins a Ivinghoe Beacon a Buckinghamshire.

## Influència i referències culturals
El cavall va influir directament en les figures posteriors de cavalls blancs, com el Cavall Blanc de Kilburn (1858) a Yorkshire, el Cavall blanc de Folkestone (2003) a Kent, i un cavall blanc tallat en el bruguerar que va existir des de 1981 fins a mitjans de la dècada de 1990 a Mossley, Gran Manchester. També es creu que hi estava inspirat el primer Cavall blanc de Westbury, malgrat que, a diferència dels altres, mirava a l'esquerra. El cavall blanc d'Uffington també ha inspirat figures de turó en altres indrets, com una que existeix a Ciudad Juárez, Mèxic. Es poden trobar rèpliques del cavall d'Uffington als Cockington Green Gardens a Austràlia i a Hogansville, Georgia, USA. El cavall blanc també va inspirar dues escultures a Wiltshire, conegudes com a el Cavall Blanc Pacificat, de Julie Livsey (1987), prop de Swindon, i el Cavall Blanc de Charlotte Moreton (2010) al Parc de Solstici, d'Amesbury.
El Cavall Blanc s'utilitza com a símbol per diverses organitzacions, majoritàriament connectades a Oxfordshire o Berkshire, i apareix en nombroses obres de literatura, música i arts visuals.

### Com a emblema
El Cavall Blanc és l'emblema del Vale of White Horse District Council, el Berkshire Yeomanry (una unitat d'exèrcit de terra estacionat a Windsor, Reading i Chertsey), i establiments educatius com el Faringdon Community College i el Ridgeway Primary School a Whitley a Berkshire.

### Literatura
Thomas Hughes, autor de Tom Brown Schooldays, que va néixer al poble veí d'Uffington, va escriure un llibre va anomenat The Scouring of the White Horse. Publicat el 1859, i descrit com «una combinacoió de llibre de viatges de registre de la història regional sota l'aparença d'una novel·la», recull les festes tradicionals que envolten la renovació periòdica del Cavall Blanc. A Idylls of the King, Alfred Tennyson compara la destitució d'uns jutges corruptes pel Rei Artur amb la manera en que "els homes netegen el Cavall Blanc als turons de Berkshire, per mantenir-lo lluent i net com en el passat." G. K. Chesterton, també explica el desbrossament del Cavall Blanc al seu poema èpic «The Ballad of the Whie Horse», publicat el 1911, una representació romàntica de les gestes del rei Alfred el Gran.
En la ficció moderna, el llibre infantil de Rosemary Sutcliff, Sun Horse, Moon Horse, explica una història figurada del creador de la figura a l'Edat del Bronze. El Cavall Blanc i el túmul neolític veí de Wayland Smithy son l'escenari d'una novel·la de misteri dels anys 20, amb l'Inspector Ian Rutledge com a protagonista del relat de l'obra titulada A Pale Horse per Charles Todd. Tom Shippey suggereix que el cavall pot haver inspirat la bandera dels cavallers de Ròhan a l'imaginari de J.R.R. Tolkien, que és un cavall blanc sobre camp verd. El cavall és també el protagonista central de la sèrie de la BBC, The Moon Stallion per Brian Hayles, que a més va novel·lar la sèrie.

### Música
La Cançó del Cavall Blanc de David Bedford (1978), escrita per a conjunt i cor infantil, i encarregada pel programa Omnibus de la BBC, mostra el recorregut per un sender vora el Cavall d'Uffington i inclou paraules del poema de Chesterton. La composició requereix que el cor inhali heli per cantar les notes «estratosfèricament altes» del clímax, acompanyades per imatges aèries del cavall animades per demostrar que s'alça del sòl. Un enregistrament, produït per Mike Oldfield, va ser llançat per Oldfield Music el 1983.
El cavall d'Uffington és il·lustrat a la coberta de English Settlement (1982), cinquè àlbum d'estudi de la banda de Swindon XTC. També apareix (entre altres símbols copiats del Woman's Dictionary of Symbols and Sacred Objects de Barbara G. Walker,) i en la coberta posterior de l'àlbum final de Nirvana, In Utero (1993).